# NGC 3081
NGC 3081 је спирална галаксија у сазвежђу Хидра која се налази на NGC листи објеката дубоког неба.
Деклинација објекта је - 22° 49' 34" а ректасцензија 9h 59m 29,5s. Привидна величина (магнитуда) објекта NGC 3081 износи 12,0 а фотографска магнитуда 12,9. Налази се на удаљености од 32,5000 милиона парсека од Сунца. NGC 3081 је још познат и под ознакама IC 2529, ESO 499-31, MCG -4-24-12, NPM1G -22.0176, AM 0957-223, PGC 28876.